# Valtiberina
L'Alta Valtiberina (o Val Tiberina) o Alta Valle del Tevere, è la valle del Tevere attraversata dal corso superiore del Tevere (che nasce dal Monte Fumaiolo in Emilia-Romagna), dispiegandosi tra Toscana, Umbria e Romagna, parallelamente al Casentino.

## Geografia
Orograficamente il territorio è delimitato dalla catena collinare del preappennino (che include l'Alpe di Poti) a ovest, dall'Alpe di Catenaia a nord-ovest e dall'Alpe della Luna a nord-est. Tre importanti valichi mettono in comunicazione il fondovalle con la vicina area adriatica: Viamaggio verso Rimini, Bocca Trabaria verso Urbino e Bocca Serriola verso Fano. 
Sul fondovalle convergono le valli degli affluenti laterali del Tevere; i principali sono i torrenti Ancione, Singerna, Afra, Sovara, Cerfone, Nèstore e Niccone. 
I maggiori centri della valle sono, da Nord verso Sud, Pieve Santo Stefano, Sansepolcro e Anghiari, nella parte toscana, San Giustino, Città di Castello e Umbertide, nella parte umbra.

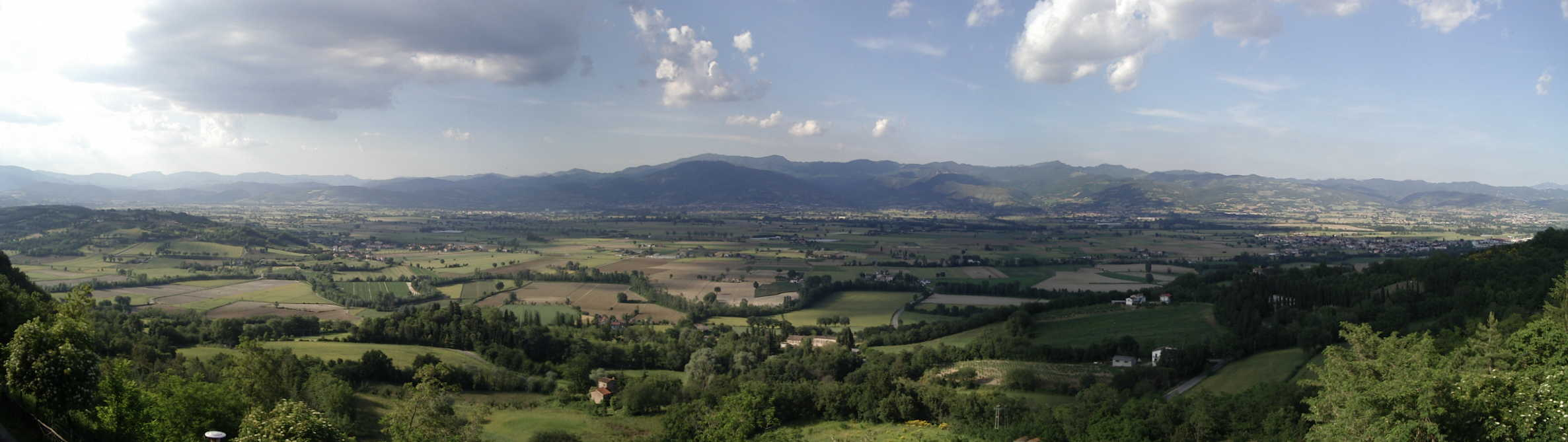
Alta valle del Tevere vista da Citerna.

Assai celebre è la descrizione della valle fatta tra I e II secolo d.C. da Plinio il Giovane (61-113) in una lettera scritta all'amico Apollinare. Plinio aveva la sua villa preferita proprio in Valtiberina e così descrive il paesaggio
In tempi a noi più vicini ha scritto la studiosa Mariella Zoppi:

### Sismicità
Storicamente la Valtiberina ha un livello medio-alto di sismicità. Tra i terremoti del passato, i più forti con ML compresa tra 5 e 6 furono quelli del 1352-1353, 1358, 1389, 1458, 1558, 1694, 1781, 1789, 1917, del 1948, noto come terremoto di Sansepolcro. Più recentemente si sono avute scosse nel 1997 e 2001 con ML di poco superiori 4. Nel 1997 la scossa del 2 ottobre ebbe l'epicentro a Sansepolcro.
Secondo il provvedimento legislativo 3274 del 20 marzo 2003 il territorio della Valtiberina è stato classificato a intensità sismica media, cioè tra quei territori nei quali gli eventi sismici, seppure di intensità minore, possono creare gravissimi danni.

### Clima
La classificazione climatica (ex DPR 412 del 26 agosto 1993) comprende la Valtiberina tra le zone d'Italia nelle quali è possibile utilizzare il riscaldamento a metano negli edifici dal 15 ottobre al 15 aprile per 14 ore giornaliere.

## Società

### Andamento demografico
Dal 1861, grazie ai dati dei censimenti della popolazione, è possibile seguire con regolarità l'andamento demografico della Valtiberina, che evidenzia un aumento dal 1861 (80.716 abitanti) al 1951 (118.450), seguito da un progressivo calo fino al 1971 (100.561). Nell'ultimo quarantennio si è avuto poi un nuovo e costante aumento fino ai 103.504 abitanti del 2001 e ancora ai 109.556 del settembre 2010 (ultimo dato ISTAT disponibile).
Questo l'andamento demografico nel periodo 1861-2010:
- 1861: 80.716
- 1871: 85.396
- 1881: 86.692
- 1901: 96.389
- 1911: 99.633
- 1921: 106.573
- 1931: 107.984
- 1936: 109.966
- 1951: 118.450
- 1961: 110.884
- 1971: 100.561
- 1981: 102.194
- 1991: 101.943
- 2001: 103.504
- 2010: 109.556 (30-09-2010)

### Suddivisioni amministrative
Solitamente si distingue tra Valtiberina toscana e Valtiberina umbra, a motivo della divisione venutasi a creare nel fondovalle in età medievale tra 1385 e 1441: nel 1385 i castelli di Anghiari, Monterchi, Caprese Michelangelo, Pieve Santo Stefano e Badia Tedalda passarono alla repubblica fiorentina insieme a tutto il contado aretino; nel 1441 papa Eugenio IV cedette a Firenze la città di Sansepolcro. Inoltre, nel XVI secolo, entrò a far parte del territorio fiorentino, e quindi della Valtiberina toscana, il territorio di Sestino, geograficamente parte della Valle del Foglia.

#### Valtiberina toscana
Per Valtiberina toscana si intende quella parte di territorio della Regione Toscana situata all'interno dei comuni di:
- Anghiari;
- Badia Tedalda;
- Caprese Michelangelo;
- Monterchi;
- Pieve Santo Stefano;
- Sansepolcro;
- Sestino.

I comuni tiberini toscani fanno parte della Unione Montana dei Comuni della Valtiberina Toscana, il cui territorio si estende per una superficie di 673,13 km² (pari al 3% della superficie della regione Toscana). Dal punto di vista geografico i comuni di Badia Tedalda e Sestino non fanno parte della Valtiberina, bensì, rispettivamente, della Valmarecchia e della Valle del Foglia.
La Valtiberina toscana è caratterizzata da una grande presenza di zone rurali e montane. Il territorio è classificato per il 62,78% come montagna interna (Badia Tedalda, Caprese Michelangelo, Pieve Santo Stefano e Sestino, per complessivi 422,57 km²) e per il 37,22% come collina interna (Anghiari, Monterchi e Sansepolcro, per un totale di 250,56 km²). Piuttosto basso il livello di urbanizzazione: l'area urbanizzata rappresenta solamente il 16% del totale del territorio, mentre il restante 84% è suddiviso fra boschi (39%), coltivi (39%) e altro (6%).
L'area è geograficamente ben delimitata, dal momento che in massima parte corrisponde al primo percorso del fiume Tevere e di alcuni suoi affluenti (tra i principali l'Ancione nel Comune di Pieve Santo Stefano; il Singerna nei comuni di Pieve Santo Stefano e Caprese Michelangelo; il Sovara nel comune di Anghiari; il Cerfone nel comune di Monterchi e l'Afra nel comune di Sansepolcro). Il Tevere scorre al centro dell'area per una trentina di chilometri, attraversando le pendici della catena appenninica e poi il fondovalle pianeggiante. La restante parte si sviluppa nel versante adriatico dell'Appennino - che attraversa a nord-est l'area per un tratto di circa 8 chilometri - comprendendo l'Alta Valle del Marecchia (il fiume di Rimini) e l'Alta Valle del Foglia (il fiume di Pesaro). I centri principali di queste due zone sono rispettivamente Badia Tedalda e Sestino. La Valtiberina Toscana è separata dal basso Casentino a ovest dall'Alpe di Catenaia (altezza massima Monte Castello, 1.414 m s.l.m.) e dall'Alpe di Poti, fra Anghiari e Arezzo (altezza massima 864 m s.l.m.).
Tutti i comuni della Valtiberina toscana sono compresi nella Provincia di Arezzo e nella Diocesi di Arezzo-Cortona-Sansepolcro (fino al 30 settembre 1986 il territorio era diviso tra le due diocesi distinte di Sansepolcro e, in piccolissima parte, di Arezzo).
Dal punto di vista demografico la Valtiberina toscana ha conosciuto un vistoso spopolamento tra gli anni Cinquanta e Novanta del secolo scorso, fenomeno arrestatosi nel corso del primo decennio del secolo e solo in parte bilanciato dall'aumento degli abitanti di Sansepolcro: nel 1951 gli abitanti erano 40.260, nel 1961 ammontavano a 37.799, nel 1971 erano scesi a 33.635 e ancora a 32.182 nel 1981; calati ancora a 31.364 nel 1991, scendono nel 2001 fino a 31.044, toccando il minimo storico da quando, nel 1938, la Valtiberina Toscana ha acquistato il suo assetto amministrativo attuale. Successivamente, grazie al fenomeno immigratorio, si ha un aumento fino ai 31.429 abitanti del settembre 2010. Attualmente il comune più popoloso è quello di Sansepolcro. Questa la situazione demografica alla data del 30 settembre 2010: Sansepolcro, 16.392 abitanti (15.486 nel 1981); Anghiari, 5.821 abitanti (6.078 nel 1981); Pieve Santo Stefano, 3.233 abitanti (3.578 nel 1981); Monterchi, 1.859 abitanti (1.919 nel 1981); Caprese Michelangelo, 1.555 abitanti (1.846 nel 1981); Sestino, 1.441 abitanti (1.711 nel 1981); Badia Tedalda, 1.128 abitanti.
Il capoluogo della Valtiberina toscana è Sansepolcro, dove hanno sede l'Unione montana dei comuni della Valtiberina Toscana e la Compagnia dei Carabinieri e dove si trovano servizi sanitari (ospedale), sociali (residenza sociale assistita, case di riposo, distretto sociosanitario, dipartimento di igiene mentale, servizio tossicodipendenze), scolastici (dall'infanzia alla secondaria di secondo grado), amministrativi (INPS), fiscali e tributari (Agenzia delle Entrate) e di pubblica sicurezza (Polizia di Stato, Carabinieri, Carabinieri Forestali, Guardia di Finanza, Vigili del Fuoco) di riferimento per l'intero territorio. Di recente questa funzione è stata però limitata: il 13 settembre 2013, nell'ambito della generale riorganizzazione dell'amministrazione giudiziaria, ha cessato di esistere la sezione distaccata di Sansepolcro del Tribunale di Arezzo; poco dopo ha cessato di esistere anche l'Ufficio del Giudice di Pace.

#### Valtiberina umbra
Per Valtiberina umbra si intende quella parte di territorio della Provincia di Perugia situata all'interno dei comuni di:
- Citerna;
- Città di Castello;
- Lisciano Niccone;
- Monte Santa Maria Tiberina;
- Montone;
- Pietralunga;
- San Giustino;
- Umbertide.

La Valtiberina umbra è compresa nella Provincia di Perugia e nella diocesi di Città di Castello.
Il capoluogo della Valtiberina umbra è Città di Castello, dove hanno sede l'Azienda Sanitaria Locale 1, una sezione staccata del tribunale di Perugia e dove si trovano servizi sanitari (ospedale, distretto sociosanitario), sociali (residenza sociale assistita, case di riposo, dipartimento di igiene mentale, servizio tossicodipendenze), scolastici (dall'infanzia alla secondaria di secondo grado), amministrativi (INPS, INAIL), fiscali e tributari (Agenzia delle Entrate) e di pubblica sicurezza (Carabinieri, Polizia di Stato, Polizia Stradale, Guardia di Finanza, Guardia Forestale, Vigili del Fuoco) di riferimento per l'intero territorio. Città di Castello è anche sede dell'omonima diocesi, documentata dall'anno 465. Attualmente, dopo le decurtazioni subite a più riprese tra 1325 e 1984, il territorio diocesano comprende quasi tutta la Valtiberina Umbra, con l'esclusione di parte del territorio comunale di Umbertide.

## Ambiente

### Flora
La flora della Valtiberina è molto ricca e varia a seconda dell'altitudine e delle zone. Nella pianura, a fondovalle, è presente una vegetazione tipicamente fluviale con varie specie di Populus, Salix, Quercus, Acer, Cornus mas, Robinia pseudoacacia, Sambucus nigra, Corylus avellana, Alnus glutinosa, Prunus avium, Ulmus minor con un sottobosco spesso molto ricco di arbusti di Cratageus monogyna (biancospino), Prunus spinosa (prugnolo) intricati con edera, rovo e vitalba. 
Le zone collinari prediligono altre specie oltre alle già citate come Castanea sativa, il castagno, molto coltivato nella valle, Sorbus domestica, Mespilus germanica, Fraxinus ornus, Carpinus betulus, Ostrya carpinifolia, Tilia cordata, Pinus nigra. Nelle stazioni collinari più calde e rade, nonché nelle praterie si rinvengono alberi e arbusti più resistenti alla siccità: Quercus robur, Pinus nigra, Genista, Spartium junceum, Rosa canina, Pinus sylvestris, Juniperis communis e varie specie di orchidee selvatiche nei terreni calcarei, altrimenti in terreni a pH più acido troviamo, oltre alle già citate essenze, Erica arborea, Pinus pinaster, Cytisus scoparius. Molto rare sono nelle zone collinari a livello spontaneo Laurus nobilis, Arbutus unedo e Quercus ilex poiché soffrono molto le gelate. D'altra parte nelle zone più fresche delle colline si possono trovare Quercus cerris, Tilia cordata, Abies alba, Castanea sativa, Ostrya carpinifolia, Acer opalus, Acer campestre e molto raramente Calluna vulgaris.
Nelle montagne circostanti, la vegetazione può cambiare, anche drasticamente, in favore di Fagus sylvatica che forma estese foreste alto collinari e montane, lasciando poco spazio ad altre specie. A volte alla vegetazione arborea del faggio subentrano le conifere come: l'Abies alba (abete bianco), e più di rado il Pinus nigra, Pinus sylvestris con alcune rare coltivazioni di origine antropica di Picea abies e Pseudotsuga menziesii. Il sottobosco montano oltre ad essere ricco di piccoli alberi di faggio e abete, può ospitare Taxus baccata, Rubus idaeus (lampone), Rubus ulmifolius e Fragaria vesca.
Soprattutto nei rilievi sono presenti numerose specie di muschi e felci, tra le quali spicca Pteridium aquilinum che forma grandi colonie in pascoli, rive di specchi d'acqua e castagnete. Nelle zone umide vegeta anche Equisetum arvense.

## Trasporti
Pur trovandosi al centro dell'Italia, da sempre la Valtiberina risente della mancanza di validi collegamenti longitudinali interni nella penisola, dovuti alla morfologia appenninica.
Il sistema dei trasporti è basato sul trasporto su gomma. Il principale asse viario è la strada di grande comunicazione E45 Orte - Ravenna, che taglia longitudinalmente la valle. Dagli anni novanta del XX secolo è in corso di costruzione la tratta della strada di grande comunicazione E78 Grosseto - Fano, che, una volta ultimata, taglierà il territorio anche in senso orizzontale, facendo della Valtiberina uno dei principali nodi viari italiani. Tuttavia questa seconda arteria è ancora in gran parte da definire progettualmente e attualmente si limita a collegare la Valtiberina con la Toscana nella tratta Le Ville (Monterchi) - Palazzo del Pero Arezzo.
I passi appenninici sono attraversati ancora oggi grazie alle vecchie strade statali, ora regionali: la 258 Marecchiese collega Sansepolcro a Rimini attraverso il Passo di Viamaggio; la 73 bis di Bocca Trabaria collega San Giustino con Urbino attraverso il Passo di Bocca Trabaria; la 257 Apecchiese collega Città di Castello con Acqualagna, e quindi Fano, attraversando il valico di Bocca Serriola.
Il fondovalle, da Sansepolcro a Umbertide, è attraversato dal tracciato della Ferrovia Centrale Umbra, come definito nel 1959. Nel periodo della ricostruzione venne deciso di non ricostruire la tratta ferroviaria Sansepolcro – Arezzo, per cui l'attuale tracciato ferroviario svolge unicamente funzioni di trasporto locale.